# Tympanogaster ravenshoensis
Tympanogaster ravenshoensis är en skalbaggsart som beskrevs av Perkins 2006. Tympanogaster ravenshoensis ingår i släktet Tympanogaster och familjen vattenbrynsbaggar. Inga underarter finns listade i Catalogue of Life.